# اکفانتوس
اکفانتوس دانشمند یونانی آغاز قرن پنجم قبل از میلاد و از اهالی سیراکوز بود. وی از فیثاغوریان اخیر و احتمالاً از شاگردان هیکتاس بود و عقیده داشت که زمین در مرکز عالم قرار دارد، و در حول مرکز خویش در جهت مشرق می‌چرخد. او آیین‌های فیثاغوری و ذره‌ای را تلفیق کرد.
بعضی معتقدند اکفانتوس یک شخصیت واقعی تاریخی نیست و هرگز وجود نداشته است.